# 月光石
月光石，又称月长石、月亮石，是具有月光效应的长石族矿物。由正长石和钠长石两种成分层状交互组成，其中，冰长石和钠长石的混合组成最常见。月光石通常呈无色至白色，也有红棕色、绿色和暗褐色的品种。品質好的月光石呈半透明状，有似波浪漂游的蓝光。较差的呈半浑浊状。更低档的只有晕彩没有蓝光。月光石属于二轴晶。折射率1.518~1.526，相对密度小于2.62，在凸弧形宝石环腰带上经常出现一些小的解理。据此可以把它和相似的玉髓、蛋白石、玻璃或者塑料相区别。月光石在短波紫外线照射下会发出弱橙红色荧光；而在长波紫外线下则没有或者仅有弱蓝色荧光；在X射线下有白色至紫色荧光。
需要指出的是：在自然界具有月光效应的宝石有很多，但是仅有当长石族矿物具有该效应时才能称为月光石，其他宝石即使有月光效应也不能使用月光石名称。

## 特殊光学效应
月光效应，即转动月光石，通过某一角度观察，可见白至蓝色的发光效应，形似朦胧月光。由于正长石中出溶有钠长石，钠长石在正长石晶体中定向分布，两种长石的层状隐晶平行相互交生，折射率稍有差异对可见光发生散射，当有解理面存在时，可伴有干涉或衍射，使得长石的表面产生蓝色的浮光。如果层较厚，产生的浮光会趋向灰白色。
除月光效应外，月光石也可具有猫眼效应和星光效应，但较少见。

## 产地
原生的月光石产于特殊的岩脉和伟晶岩脉中。月光石的重要产地是斯里兰卡，位于南部省份Ambalangoda、中央省份Dumbara和Kandy区域，产于冲积砾石中。印度也产有体色变化的月光石，从红棕色、白色到蓝色、绿色。其它产地有缅甸、巴西、马达加斯加、美国、澳大利亚和中国。此外，有人认为中国古代的和氏璧就是一种月光石。

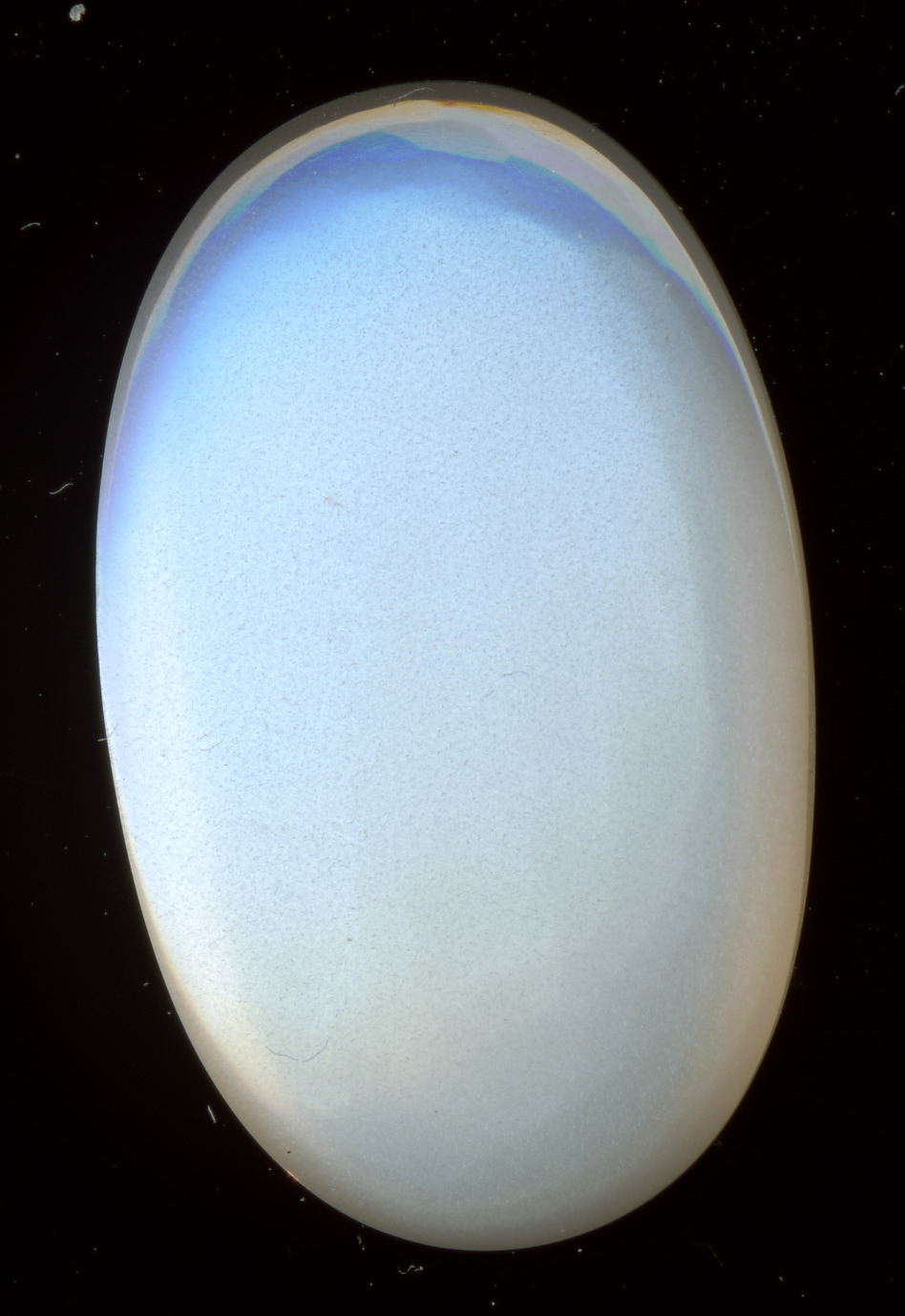
月光石，产自斯里兰卡的Meetiyagoda地区。
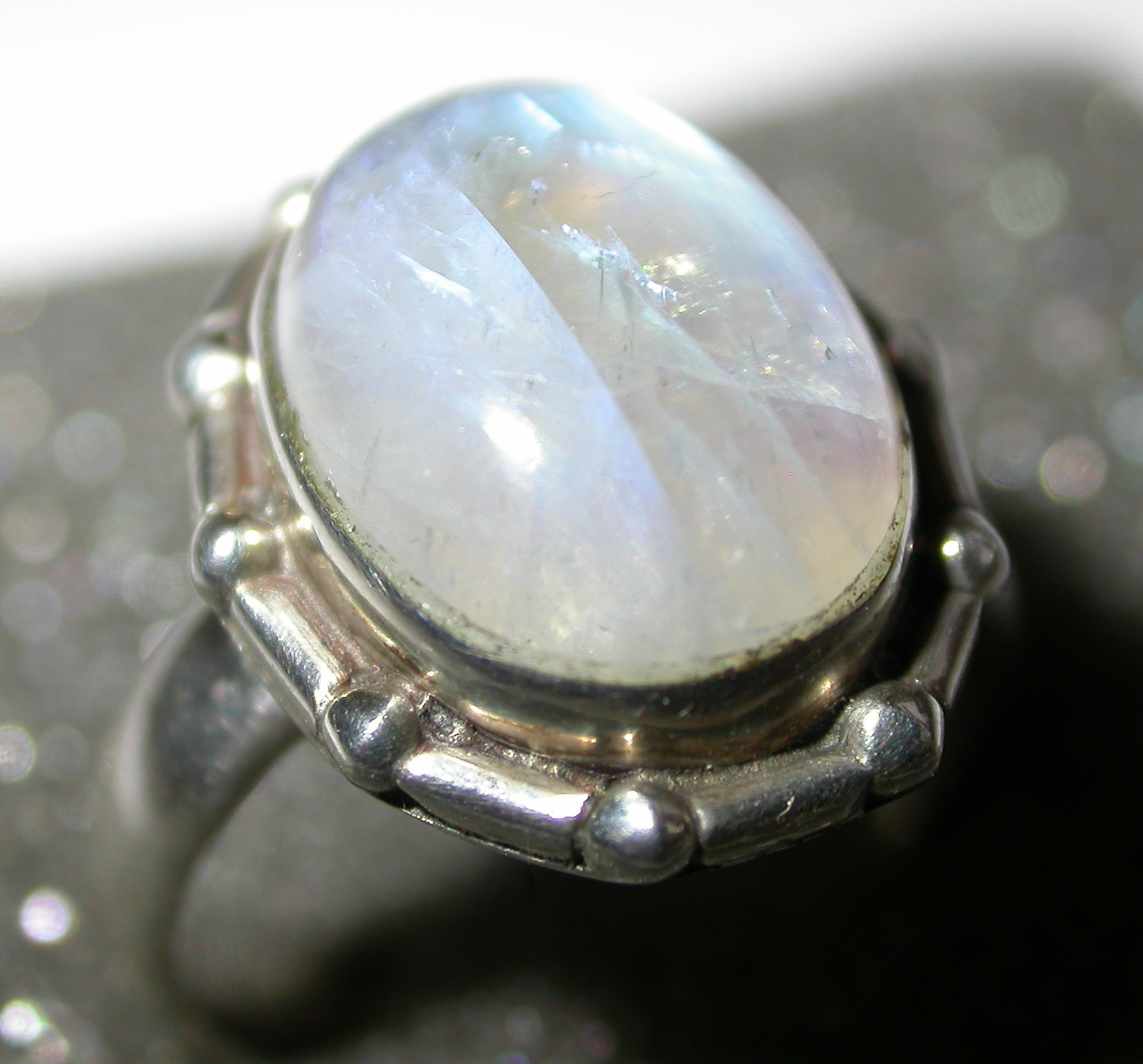
正长石变种月光石，切成凸圆形并镶嵌在戒指上。
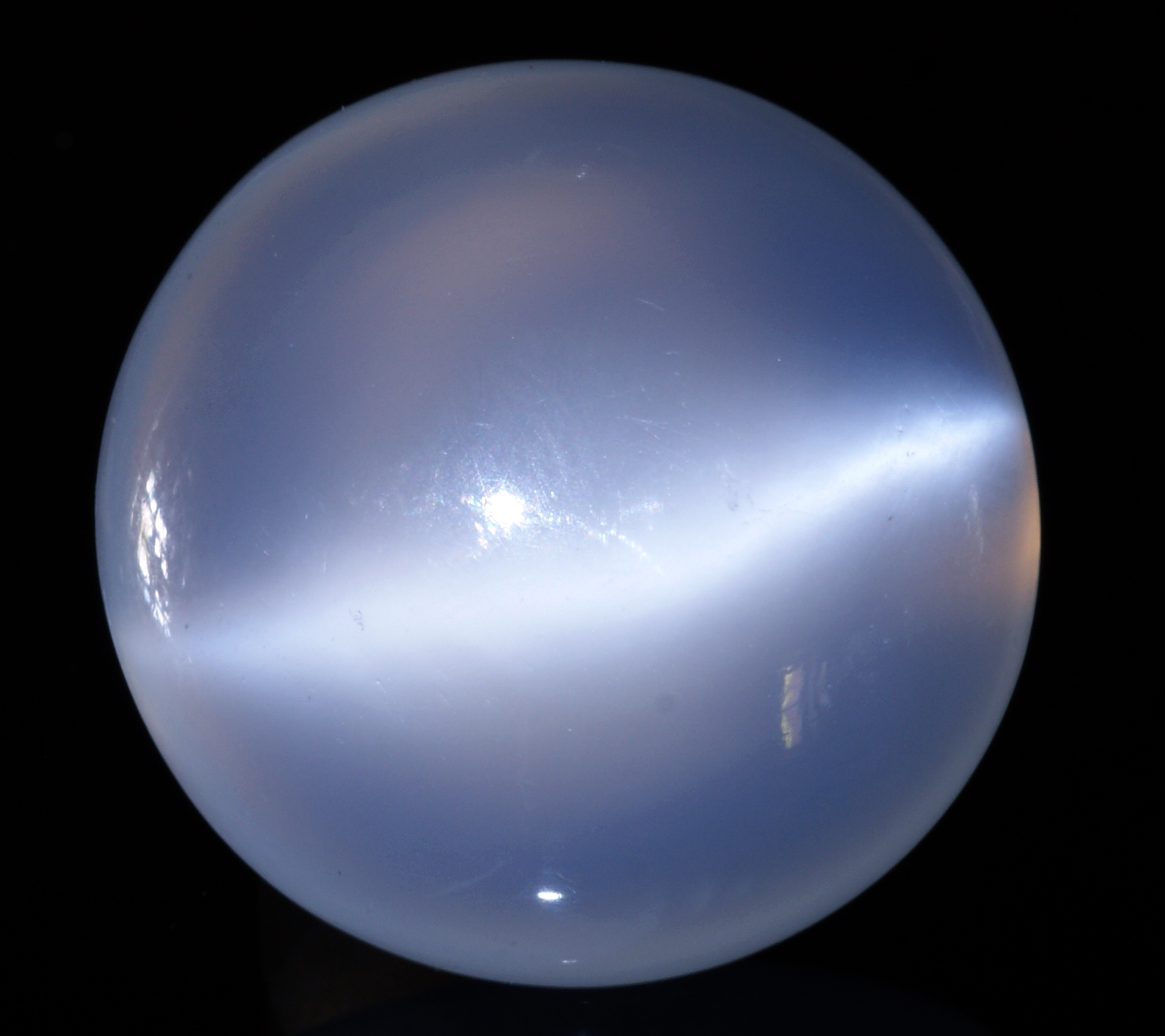
月光石，产自巴西的米纳斯吉拉斯地区。（23mm）